# Parafia Wszystkich Świętych Ruskich w Ottignies
Parafia Wszystkich Świętych Ruskich – parafia prawosławna w Ottignies. 
W 1984 egzarcha zachodnioeuropejski, metropolita Włodzimierz (Sabodan) poświęcił kaplicę prawosławną w Lasne-Sauvagemont jako filię parafii św. Mikołaja w Brukseli. W 1999 kaplica została przeniesiona do Ottignies, by pełnić odtąd funkcje prawosławnej akademickiej placówki duszpasterskiej dla studentów zamieszkujących w jednym z campusów uniwersytetu w Leuven. Od 2007 posiada status samodzielnej parafii oraz dysponuje pomocniczą kaplicą na terenie campusu Leuven-la-Neuve, gdzie Święta Liturgia odprawiana jest raz w miesiącu oraz w wybrane święta. 
Parafia posługuje się w pracy duszpasterskiej językami cerkiewnosłowiańskim oraz francuskim.